# Linards

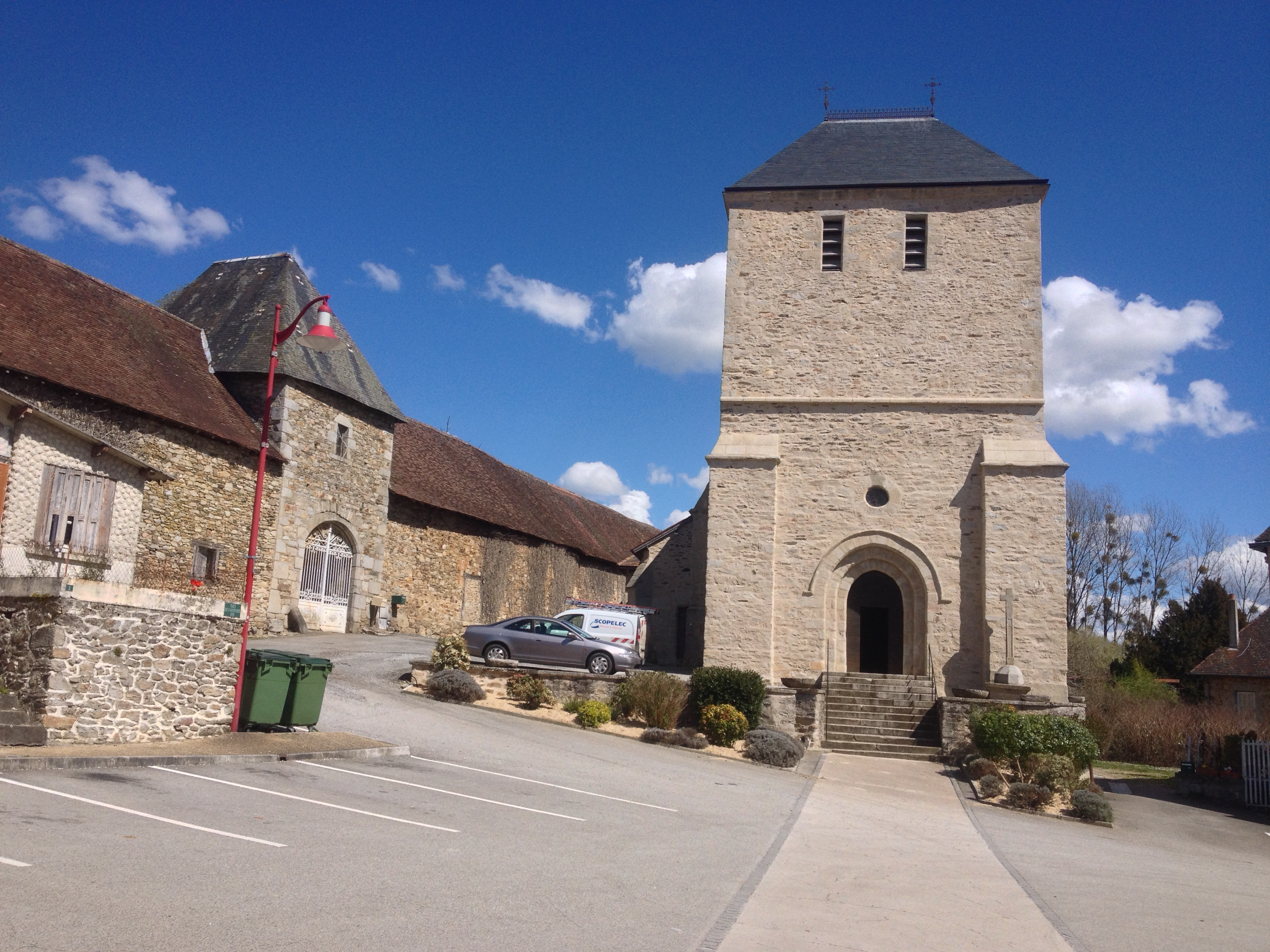
Kościół św. Marcina (2016)

Linards – miejscowość i gmina we Francji, w regionie Nowa Akwitania, w departamencie Haute-Vienne.
Według danych na rok 1990 gminę zamieszkiwało 1059 osób, a gęstość zaludnienia wynosiła 29 osób/km² (wśród 747 gmin Limousin Linards plasuje się na 117. miejscu pod względem liczby ludności, natomiast pod względem powierzchni na miejscu 106.).

## Populacja

Populacja Linards w latach 1962–2008